# Carl Gamradt
Carl Ludwig Adolf Gamradt (auch Karl Gamradt; * 26. Oktober 1810 in Königsberg; † 5. Juni 1860 in Pillupönen, Kreis Stallupönen) war ein preußischer Landrat des Kreises Stallupönen. Er war 1849 Mitglied der Frankfurter Nationalversammlung und von 1849 bis 1855 Mitglied der Zweiten Kammer des Preußischen Landtags sowie von 1855 bis 1860 des Preußischen Abgeordnetenhauses.

## Leben
Carl Ludwig Adolf Gamradt wurde als Sohn des preußischen Stadtjustizrates Christian Ludwig Gamradt geboren. Seine Mutter Theodora Wilhelmine war eine geborene Hoffmann. Obwohl er kein Abiturexamen eines Gymnasiums vorweisen konnte, wurde er im Mai 1829 an der juristischen Fakultät der Albertina immatrikuliert. 
1839 war er als Assessor am Land- und Stadtgericht Ragnit angestellt. Im gleichen Jahr heiratete er am 16. Mai in der Marienkirche in Danzig Friederike Louise Felskau. Er trat 1841 aus dem Justizdienst aus und wurde Landrat des Landkreises Stallupönen. 1843 konnte er das Rittergut Pillupönen erwerben. Im Revolutionsjahr 1848 ließ Gamradt einen Kaufmann wegen freimüter Reden verhaften und erst gegen Hinterlegung einer Kaution von 1.000 Talern wieder frei. Daraufhin zog eine aufgebrachte Bürgerschaft zu seinem Gutshaus, das auch als Landratssitz diente, und bedrohte ihn. Nur durch das entschlossene Auftreten seiner Frau konnte die Zerstörung und Plünderung des Gutes verhindert werden. Die kurze Zeit später aus Pillupönen eingetroffene Dragonereinheit musste nicht mehr eingreifen. Die Unterstützer der Revolte erhielten nach einem Gerichtsverfahren hohe Freiheitsstrafen, die allerdings durch eine Amnestie hinfällig wurden.
Bereits am 10. Mai 1848 wurde Gamradt zum Stellvertreter von Gustav von Saltzwedel, Abgeordneter der Frankfurter Nationalversammlung des Wahlbezirks 5 in den Landkreisen Pillkallen und Gumbinnen, bestellt. Saltzwedel legte sein Mandat am 31. März nieder, sein Austritt wurde erst wenige Tage zuvor bekanntgegeben. Gamradt wurde vom Oberpräsidenten in Königsberg zu dessen Nachfolger ernannt. Am 1. April 1849 wurde in der Frankfurter Paulskirche offiziell bekanntgegeben, dass Herr Gamradt aus Stallupönen sein Amt als Abgeordneter angetreten hätte. Vom folgenden Tag an wird er als Abgeordneter nur noch in der Liste der unentschuldigt fehlenden Parlamentarier geführt, ohne jemals eine offizielle Austrittserklärung abgegeben zu haben. 
Im Juli 1849 wurde er mit den Stimmen der Wahlmänner der Landkreise Stallupönen und Pillkallen zum Abgeordneten der Zweiten Kammer des Preußischen Landtags in Berlin gewählt. Bei den Wahlen 1852, 1855 und 1858 wurde sein Mandat bestätigt. Im Abgeordnetenhaus gehörte er zunächst der Mittelpartei an und später der rechtsliberalen Vereinigung des Abgeordneten Mathis. 
Carl Ludwig Adolf Gamradt beging im Alter von 49 Jahren, aufgrund zerrütteter Vermögensverhältnisse, am 5. Juni 1860 in Pillupönen Suizid. Bereits einige Zeit zuvor bat er, aus dem preußischen Staatsdienst entlassen zu werden. Der preußische König Wilhelm I. hatte dem Gesuch am 27. Mai 1860 stattgegeben, das Schriftstück kam jedoch nicht mehr zur Absendung, es wurde zu den Akten gelegt.